# Арбітри чемпіонату світу з футболу 2018
Далі подається затверджений список ФІФА головних арбітрів, асистентів та відеоасистентів.

## Головні арбітри та асистенти
29 березня 2018 року ФІФА затвердила список з 36 суддів та 63 асистентів арбітрів, відібраних для обслуговування матчів чемпіонату світу.
| Конфедерація                    | Арбітр                                 | Асистенти                                          |
| ------------------------------- | -------------------------------------- | -------------------------------------------------- |
| АФК                             |                                        |                                                    |
| Аліреза Фагані                  | Реза Сохандан / Мухаммедреза Мансурі   |                                                    |
| Равшан Ірматов                  | Абдухамідулло Расулов / Яхонгір Саїдов |                                                    |
| Мохаммед Абдулла Хассан Мохамед | Мохамед Альхаммаді / Хасан Альмахрі    |                                                    |
| Рюдзі Сато                      | Тору Сагара / Ямауті Хіросі            |                                                    |
| Наваф Шукралла                  | Ясер Тулефат / Талеб Аль Маарі         |                                                    |
| КАФ                             | Мехді Абід Шаріф                       | Абдельхальк Етшьялі                                |
| КАФ                             | Маланг Д'єдью                          | Джибрі́ль Камара / Ель Хаджі́ Малік Самба            |
| КАФ                             | Бакарі Гассама                         | Жан Клод Бірумушаху / Марва Рендж                  |
| КАФ                             | Гехад Гріша                            | Редуан Ашик / Валід Ахмед                          |
| КАФ                             | Янні Сіказве                           | Джерсон Еміліано Дос Сантос / Закхеле Тусі Сівела  |
| КАФ                             | Бамлак Тессема Веєса                   | Ануар Хміла                                        |
| КОНКАКАФ                        | Хоель Агілар                           | Хуан Сумба                                         |
| КОНКАКАФ                        | Марк Гейгер                            | Франк Андерсон / Джо Флетчер                       |
| КОНКАКАФ                        | Хаїр Марруфо                           | Корі Роквел                                        |
| КОНКАКАФ                        | Рікардо Монтеро                        | Хуан Карлос Мора Арайа                             |
| КОНКАКАФ                        | Джон Пітті                             | Габріель Вікторія                                  |
| КОНКАКАФ                        | Сезар Артуро Рамос                     | Марвін Торрентера / Мігель Анхель Ернандес Паредес |
| КОНМЕБОЛ                        | Хуліо Баскуньян                        | Карлос Астроса / Крістіан Шиманн                   |
| КОНМЕБОЛ                        | Енріке Касерес                         | Едуардо Кардосо / Хуан Зорілла                     |
| КОНМЕБОЛ                        | Андрес Кунья                           | Ніколас Таран / Маурісіо Еспіноса                  |
| КОНМЕБОЛ                        | Нестор Пітана                          | Ернан Майдана / Хуан Пабло Белатті                 |
| КОНМЕБОЛ                        | Сандро Річчі                           | Емерсон Де Карвалью / Марсело Ван Гассе            |
| КОНМЕБОЛ                        | Вільмар Ролдан                         | Александео Гузман / Крістіан де ла Крус            |
| ОФК                             | Метью Конгер                           | Саймон Лоунт / Тевіта Макасіні                     |
| ОФК                             | Норбер Ауата                           | Бертран Бріаль                                     |
| УЄФА                            | Фелікс Брих                            | Стефан Люпп / Марк Борш                            |
| УЄФА                            | Джюнейт Чакир                          | Бахаттін Дуран / Тарік Онгун                       |
| УЄФА                            | Сергій Карасьов                        | Антон Авер'янов / Тихон Калугін                    |
| УЄФА                            | Бйорн Кейперс                          | Сандер ван Рукел / Ервін Зейнстра                  |
| УЄФА                            | Шимон Марциняк                         | Павел Сокольницький / Томаш Лісткевич              |
| УЄФА                            | Антоніо Матео Лаос                     | Пау Себріан Девіс / Роберто Діас Перес             |
| УЄФА                            | Милорад Мажич                          | Милован Ристич / Далибор Джурджевич                |
| УЄФА                            | Джанлука Роккі                         | Еленіто Ді Лібератор / Мауро Тоноліні              |
| УЄФА                            | Дамир Скомина                          | Юре Прапротник / Роберт Вукан                      |
| УЄФА                            | Клеман Тюрпен                          | Сиріл Грінгор / Ніколас Дано                       |

## Відеоасистенти
30 квітня 2018 року ФІФА затвердила список з 13 суддів-відеоасистентів.
| Конфедерація | Відеоасистенти          |
| ------------ | ----------------------- |
| АФК          | Абдулрахман Аль-Джассім |
| КОНМЕБОЛ     | Вілтон Сампайо          |
| КОНМЕБОЛ     | Гері Варгас             |
| КОНМЕБОЛ     | Мауро Вільяно           |
| УЄФА         | Массіміліано Ірраті     |
| УЄФА         | Даніеле Орсато          |
| УЄФА         | Паоло Валері            |
| УЄФА         | Бастіан Данкерт         |
| УЄФА         | Фелікс Цваєр            |
| УЄФА         | Артур Соареш Діаш       |
| УЄФА         | Тьягу Мартінш           |
| УЄФА         | Павел Гіль              |
| УЄФА         | Данні Маккелі           |